# کرار (تانک)
کَرار یک تانک اصلی میدان نبرد ایرانی است که در ۲۲ اسفند ۱۳۹۵ رونمایی شد. این تانک دارای سیستم کنترل آتش الکترواپتیکی، فاصله‌یاب لیزری، کامپیوتر بالستیک است و می‌تواند در روز یا شب به سمت اهداف ثابت و متحرک شلیک کند.
کرار پس از مذاکرات شکست خورده برای دریافت مجوز و فناوری تولید تانک‌های روسی تی–۹۰ام‌اس اعلام شد.
این تانک بر اساس تی-۷۲ ساخته شده‌است و سعی می‌کند عناصر تی-۹۰، ام۱ آبرامز آمریکایی و چلنجر ۲ بریتانیایی را در خود جای دهد. با این حال، اعتقاد بر این است که کرار تولید چندان خوبی نیست و به عنوان «کمی بیشتر از یک تی-۷۲ ارتقا یافته با برخی اجزای بومی اضافی و شکوفایی‌های زیبایی شناختی که از تی-۹۰ام‌اس الگوبرداری شده‌است» توصیف شده‌است. علیرغم شباهت بصری آن به تی-۹۰، ایران هرگونه همکاری ادعایی روسیه در این پروژه را رد کرده‌است.کرار در صنایع زرهی بنی‌هاشم در حال تولید است.

## موتور
تانک کرار از موتوری جدید با ساختار بهینه شده استفاده می‌کند که توانی بین ۱۰۰۰ تا ۱۲۰۰ اسب بخار از آن انتظار می‌رود. این احتمال وجود دارد که موتور این تانک از سوی روسیه تأمین و پشتیبانی شود. (تانک تی-۷۲ ایرانی از ۸۴۰ اسب بخار قدرت استفاده می‌کند). همچنین احتمال استفاده از موتور دیزل ملی با قدرت ۱۳۰۰ اسب بخار هم وجود دارد که چندی پیش خط تولید آن افتتاح شد.